# Block Breaker Deluxe 2
Block Breaker Deluxe 2 es un videojuego del tipo arcade desarrollado y comercializado por Gameloft para teléfono móviles.

## Desarrollo del juego
El juego es del tipo Arkanoid en el que en la parte superior de la pantalla existe una serie de bloques que, al ser golpeados por una bola una o más veces, pueden desaparecer o desplazarse. El jugador controla el movimiento horizontal de una pequeña plataforma ubicada en la parte inferior de la pantalla y debe cumplir con determinados objetivos, generalmente relacionados con la eliminación de bloques, mientras impide que la bola salga del área de juego.

## Niveles
El juego tiene varios conjuntos de niveles, agrupando a su vez cada uno siete niveles más uno especial o "jefe". Al menú donde se selecciona el conjunto de niveles se lo denomina "Isla". La historia del juego indica que son lugares a los que hay que ir para enfrentar los diferentes retos.
Los conjuntos de niveles son los siguientes:
- Neon Rose
- Playa
- Montaña
- Autopista
- Mansión
- Puerto
- Museo
- Rascacielos

## Mejoras
Existen dos tipos de mejoras, las que se recogen durante el transcurso del juego y las permanentes. 
Las mejoras permanentes son compradas en la opción "Tienda" del menú de selección de conjunto de niveles ("Isla").
que son compradas con 
Durante el desarrollo del juego, el jugador gana dinero con el que puede comprar una serie de mejoras. Cada mejora posee adicionalmente un requisitos de cantidad de "estrellas" necesario para poder comprarlo. Las estrellas se ganan completando niveles.
Las mejoras existentes en el juego son las siguientes:
- Pala
  - Escudo: desvía las bolas para evitar que salgan por el área inferior de juego.
  - Capacidad: aumenta el número de mejoras que se pueden recoger simultáneamente.
  - Duración: incrementa el tiempo de duración de las mejoras.
  - Encadenar: las mejoras almacenadas se usan automáticamente al terminar la actual
- Mejoras
  - Fundidor: mejora el poder de fundición de bloques.
  - Laser: mejora la potencia y el ritmo de disparo.
  - Yoyó: te permite traer las bolas en juego de vuelta a la pala.
  - Propulsor: aumenta la potencia de destrucción con un salto.
  - Misil: mejora el lanzador de misiles aumentando la cantidad de misiles que es posible disparar.
  - Imán: mantiene las bolas en la pala hasta que el jugador decida ponerla nuevamente en juego.
- Bola
  - Satélite: Añade una capa protectora de satélites orbitando alrededor de la bola. El impacto de un satélite equivale al impacto de la bola.
  - Multibola: Crea bolas adicionales.
  - Lanzador: sustituye la bola por una más poderosa.
- Vidas
  - Vida: permite la compra de vidas adicionales.
  - Paquete de vidas: permite la compra de un paquete de cinco vidas.

## Juegos relacionados
- Block Breaker Deluxe
- Block Breaker 3 Unlimited
- Arkanoid
- Atari Breakout